# 오선지의 어깨띠
《오선지의 어깨띠》(五線譜のたすき 고센지노다스키[*])는 2017년 11월 30일 발매된 모닝구무스메'17의 디지털 싱글이다.

## 개요
- TBS「고향의 꿈」제2기(#42 ~ ) 엔딩곡.
- 모닝구무스메의 첫 디지털 싱글이다.
- 이 곡은 10기의 쿠도 하루카가 마지막으로 참가하는 곡이다.

## 수록곡
1. 五線譜のたすき
작사 : 코다마 아메코 / 작곡 : 호시베 쇼우 / 편곡 : 카토 유스케, 호시베 쇼우
2. 五線譜のたすき (Instrumental)